# زيمينا ميدروس
زيمينا ألكسندرا ميدروس غونغورا (مواليد 15 نوفمبر 1997) هي لاعبة كرة قدم كولومبية تلعب في مركز المدافعة لصالح نادي إف سي بيونيك في الدوري الأرمني الممتاز للسيدات.

## المسيرة الاحترافية
في عام 2018، وقّعت ميديروس عقدها الاحترافي الأول مع نادي ديبورتيفو بيريرا.
بعد قضاء ثلاث سنوات مع ديبورتيفو بيريرا، انتقلت غونغورا إلى نادي مكابي كيشيرونوت هاديرا الإسرائيلي في دوري نَشيم.
في 26 ديسمبر 2022، أُعلن أن غونغورا ستنتقل إلى إيسترن فليمز في السعودية للمشاركة في النصف الثاني من النسخة الافتتاحية لـالدوري السعودي الممتاز للسيدات. قرر النادي تمديد عقدها في 27 أغسطس 2023.
في 4 سبتمبر 2024، وقّعت عقدًا مع نادي إف سي بيونيك الأرمني استعدادًا للمشاركة في تصفيات دوري أبطال أوروبا للسيدات 2024–25. خاضت أول مباراة لها مع النادي في الجولة الافتتاحية من التصفيات أمام أبولون ليز.

## روابط خارجية
- زيمينا ميدروس  على سكروي
- خيمينا ميديروس على موقع يويفا
- خيمينا ميديروس على playmakerstats
- خيمينا ألكسندرا ميديروس غونغورا على موقع الاتحاد الإسرائيلي لكرة القدم